# Monastero di Valaam
Il monastero della Trasfigurazione di Valaam (in russo Валаамский Спасо-Преображенский монастырь?) è un monastero stauropegico (vale a dire, dipendente direttamente dal Patriarcato della Chiesa ortodossa russa). Ha sede su Valaam, isola maggiore dell'omonimo arcipelago, nel Lago Ladoga, in Carelia. Tra i siti religiosi e mistici più suggestivi dell'intera Russia, il monastero è noto anche con l'appellativo di "Athos del Nord".

## Storia

### Le diverse ipotesi sulla fondazione
Le informazioni sulla nascita del comunità monastica sono avvolte nel mistero. Secondo la leggenda fu addirittura l'apostolo Andrea, nel I secolo, a sbarcare nell'arcipelago durante l'evangelizzazione delle terre del nord. Dopo aver superato i fiumi Dnepr e Volchov, egli sarebbe giunto a Valaam ed avrebbe demolito gli altari pagani delle tribù locali, innalzando la prima croce sulla scogliera.

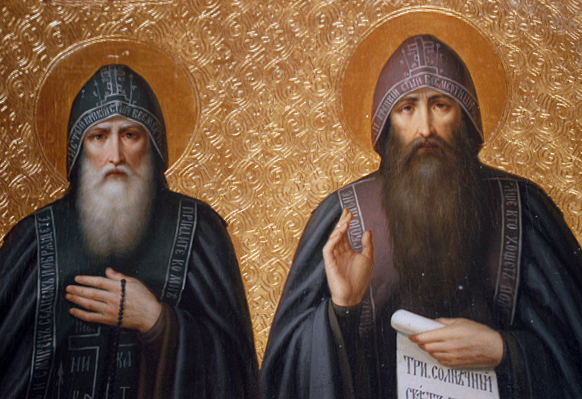
I santi Sergio e Germano di Valaam

Secondo la tradizione, circa dieci secoli dopo l'approdo di Sant'Andrea sull'arcipelago, il monaco greco Sergio e quello di probabile origine careliana Germano diedero vita al nucleo originario del monastero. Tale teoria ha come principale fonte una agiografia dedicata a Sant'Abramo di Rostov, il quale avrebbe soggiornato a Valaam nel X secolo, creando anche un proprio eremo.
Lo storico finlandese Heikki Kirkinen invece tende a datare la fondazione al XII secolo. Altri storici contemporanei spostano la nascita del monastero attorno alla fine del XIV secolo. John H. Lind e Michael C. Paul individuano la datazione più probabile nel periodo tra il 1389 ed il 1393, facendo riferimento a varie fonti, tra cui anche il cosiddetto "Racconto del monastero di Valaam", un manoscritto risalente al XVI secolo che però sembra affermare che il monastero fu fondato nel 1407. In ogni caso i dati sembrano confermare che la fondazione avvenne negli anni in cui era arcivescovo di Novgorod Giovanni III.
All'inizio del XVI secolo i monaci ortodossi di Valaam arrivarono a contare le 600 unità in tutto l'arcipelago. Tuttavia, i frequenti attacchi degli svedesi condussero al graduale abbandono del monastero. Uno degli assalti più gravi ebbe luogo nel 1578 e causò l'uccisione di numerosi monaci da parte dei soldati luterani svedesi.

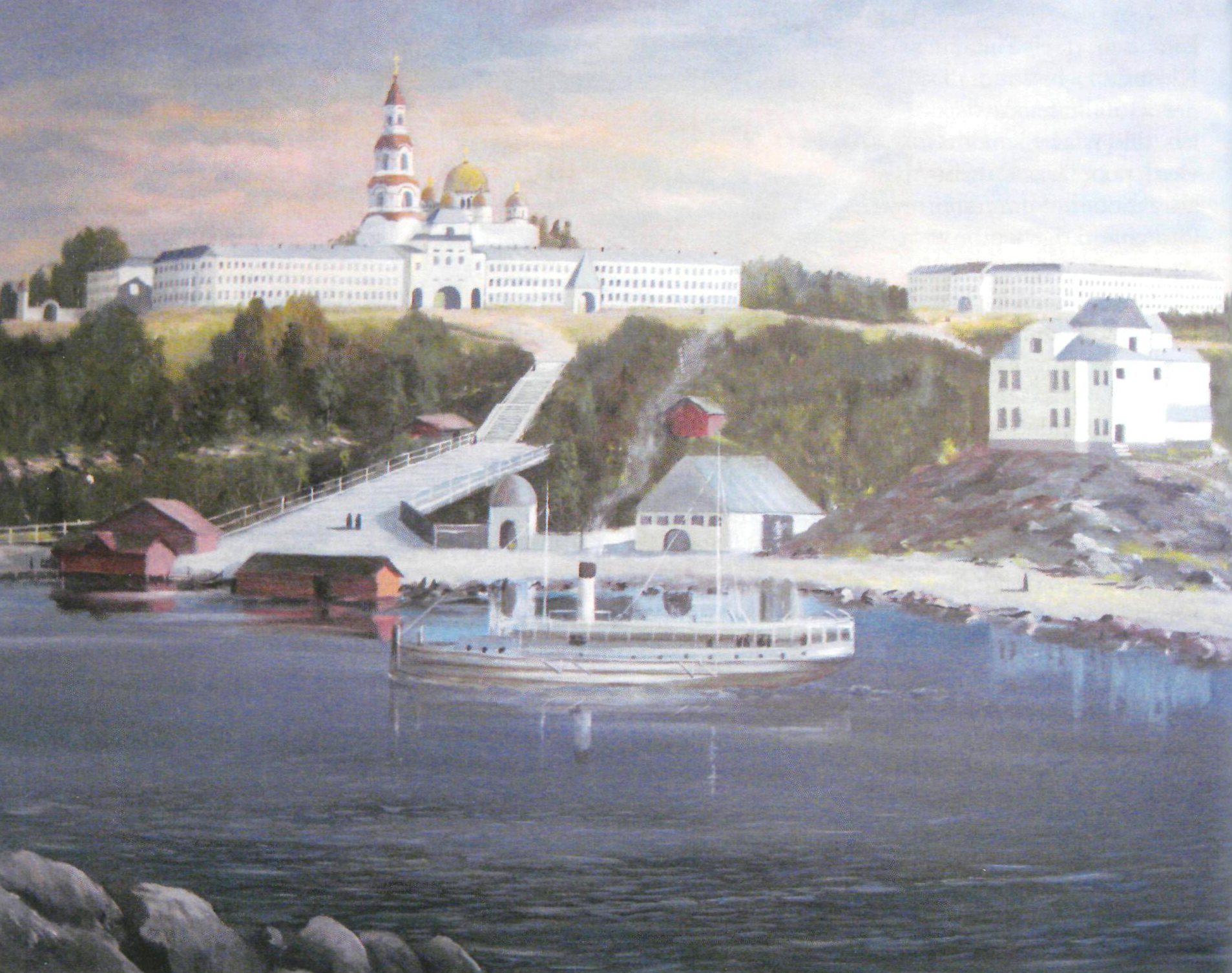
Illustrazione di fine ottocento

### Dalla Grande guerra del Nord alla Finlandia indipendente
All'avvento del XVIII secolo lo zar Pietro I diede inizio alla campagna volta a contrastare l'espansione dell'Impero svedese ed a guadagnare l'accesso al Mar Baltico. Ebbe così origine la Grande guerra del Nord (1700-1721) che consentì ai russi di conquistare numerose fortezze svedesi e di costruire la nuova capitale, San Pietroburgo. Nel 1715 il monastero di Valaam fu oggetto di uno dei più gravi attacchi delle truppe svedesi, durante il quale molti degli edifici furono bruciati. Nello stesso anno Pietro I, su richiesta dell'archimandrita del Monastero di San Cirillo di Beloozero, decretò il restauro del complesso monasteriale di Valaam. Nel 1719 fu consacrata una chiesa in legno dedicata alla Trasfigurazione. Due anni dopo, con la firma del Trattato di Nystad, la Carelia divenne ufficialmente parte dell'Impero russo.
Nel 1730 fu costruita una chiesa in legno dedicata alla Dormizione di Maria, ma un incendio verificatosi nel 1754 causò gravissimi danni alle costruzioni del monastero. L'imperatrice Elisabetta provò a ripristinare lo stato della struttura, ma nel 1765 l'arcipelago di Valaam arrivò a contare la presenza di soli undici monaci. Tuttavia, nel 1774 fu consacrata la nuova chiesa dedicata alla Trasfigurazione. Intorno ad essa furono costruiti alloggi ed altri edifici di culto. Nel 1805 fu costruita la chiesa dedicata agli apostoli Pietro e Paolo. Grazie a questi massicci interventi architettonici la vita del monastero riprese vigore.

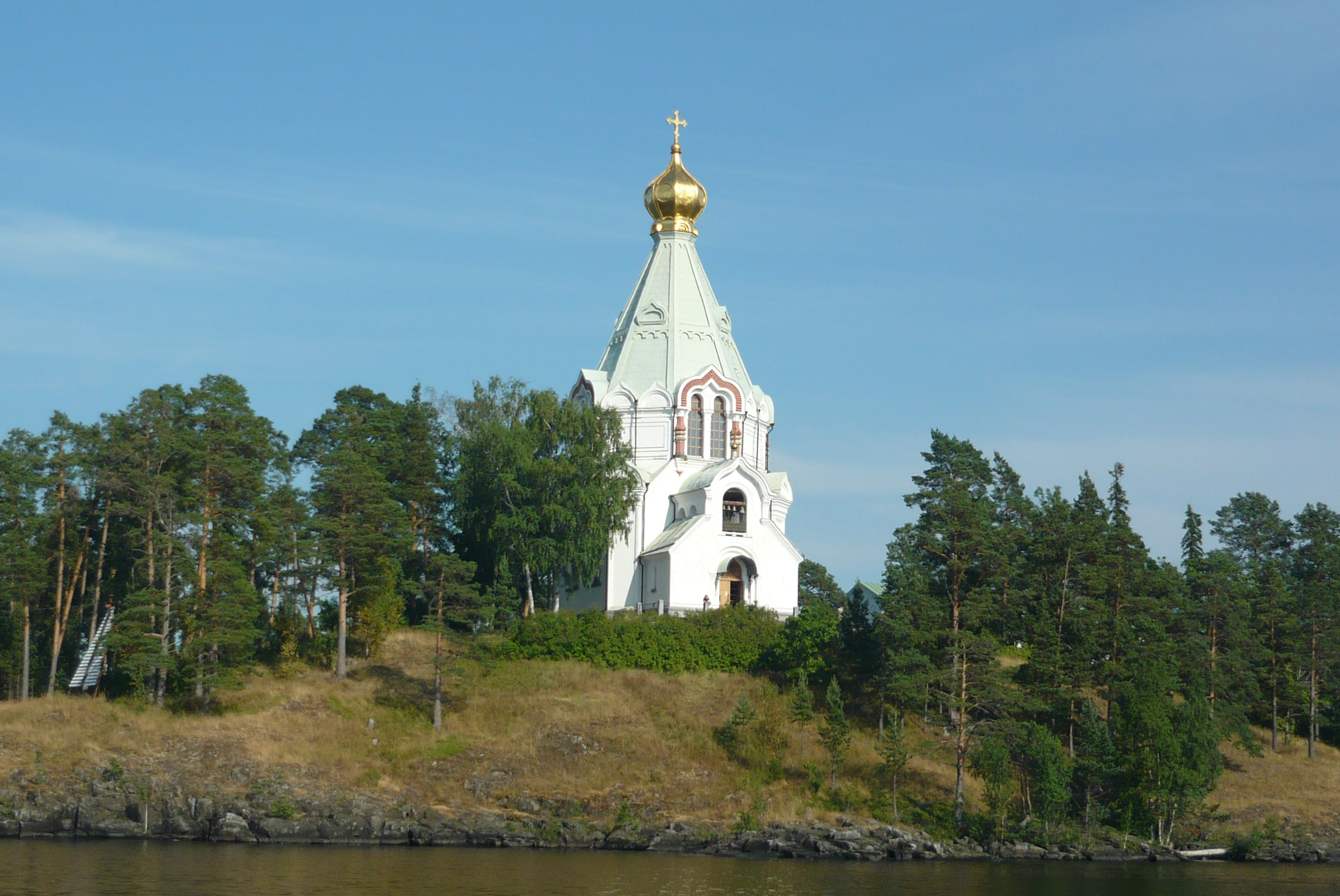
Skita di San Nicola di Myra

Nel 1812 venne istituito il Granducato di Finlandia (articolazione dell'Impero russo) e l'arcipelago di Valaam entrò a farne parte. Nel 1819 il monastero ricevette la visita dello zar Alessandro I. Durante il XIX secolo il complesso conobbe il più alto incremento di monaci della propria storia. Di particolare importanza fu la guida del rettore Damasceno che diresse la vita del monastero per ben 42 anni, a partire dal 1839. Sotto la sua supervisione furono realizzati numerosi interventi architettonici, a cui lavorò anche l'accademico di San Pietroburgo Aleksej Gornostaev.
Alla morte di Domasceno, divenne rettore il monaco Jonathan II che portò a compimento la realizzazione della grande cattedrale dalle cupole celesti consacrata alla Trasfigurazione. Negli anni seguenti furono costruiti numerosi nuovi eremi (o skita). All'inizio della prima guerra mondiale il monastero contava circa 1000 unità.
Sul finire del 1917, a seguito della rivoluzione d'ottobre, la Finlandia proclamò la propria indipendenza. Pochi anni dopo, nel 1923, la Chiesa ortodossa finlandese si vide riconosciuta l'autonomia dal Patriarcato ecumenico di Costantinopoli. Valaam divenne dunque il principale monastero della giovane chiesa ortodossa della Finlandia.

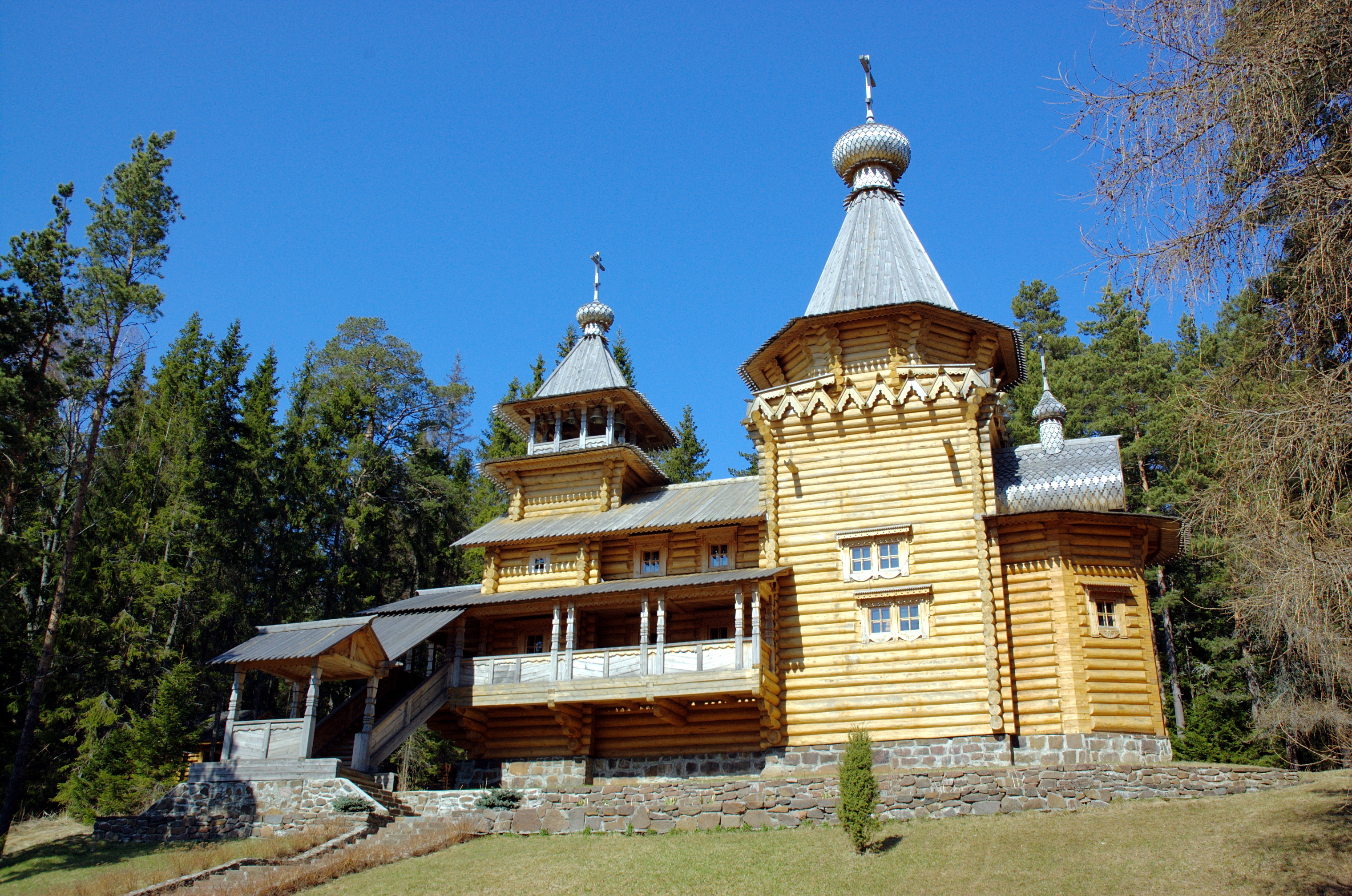
Skita del Profeta Elia

Negli anni immediatamente successivi, nel monastero vennero applicate le radicali innovazioni che coinvolsero l'intera chiesa finlandese. La lingua liturgica passò dallo slavo ecclesiastico al finnico e, al posto del calendario giuliano, venne applicato quello gregoriano. Questi drastici cambiamenti ruppero l'unità della comunità monastica. Un considerevole numero di monaci decise di non obbedire all'arcivescovo German Aav e di trasferirsi altrove, in Grecia, in Serbia, in Germania e negli Stati Uniti.
Durante la guerra russo-finlandese (1939-1940) Valaam divenne territorio di battaglia tra sovietici e finlandesi. Nel febbraio 1940 150 monaci presero gli oggetti più sacri e preziosi del monastero e lasciarono l'arcipelago. Si spostarono più a ovest, nella piccola città di Heinävesi, dove fondarono il nuovo monastero di Valamo che, a seguito dell'evacuazione del monastero di Konevec e di quello di Pečenga, divenne l'unico complesso monastico attivo della Chiesa ortodossa finlandese. Le architetture di Valaam, sottoposte all'occupazione sovietica, furono adibite ad uso militare e, al termine della guerra di continuazione (1941-1944), l'arcipelago entrò ufficialmente a far parte dell'URSS.

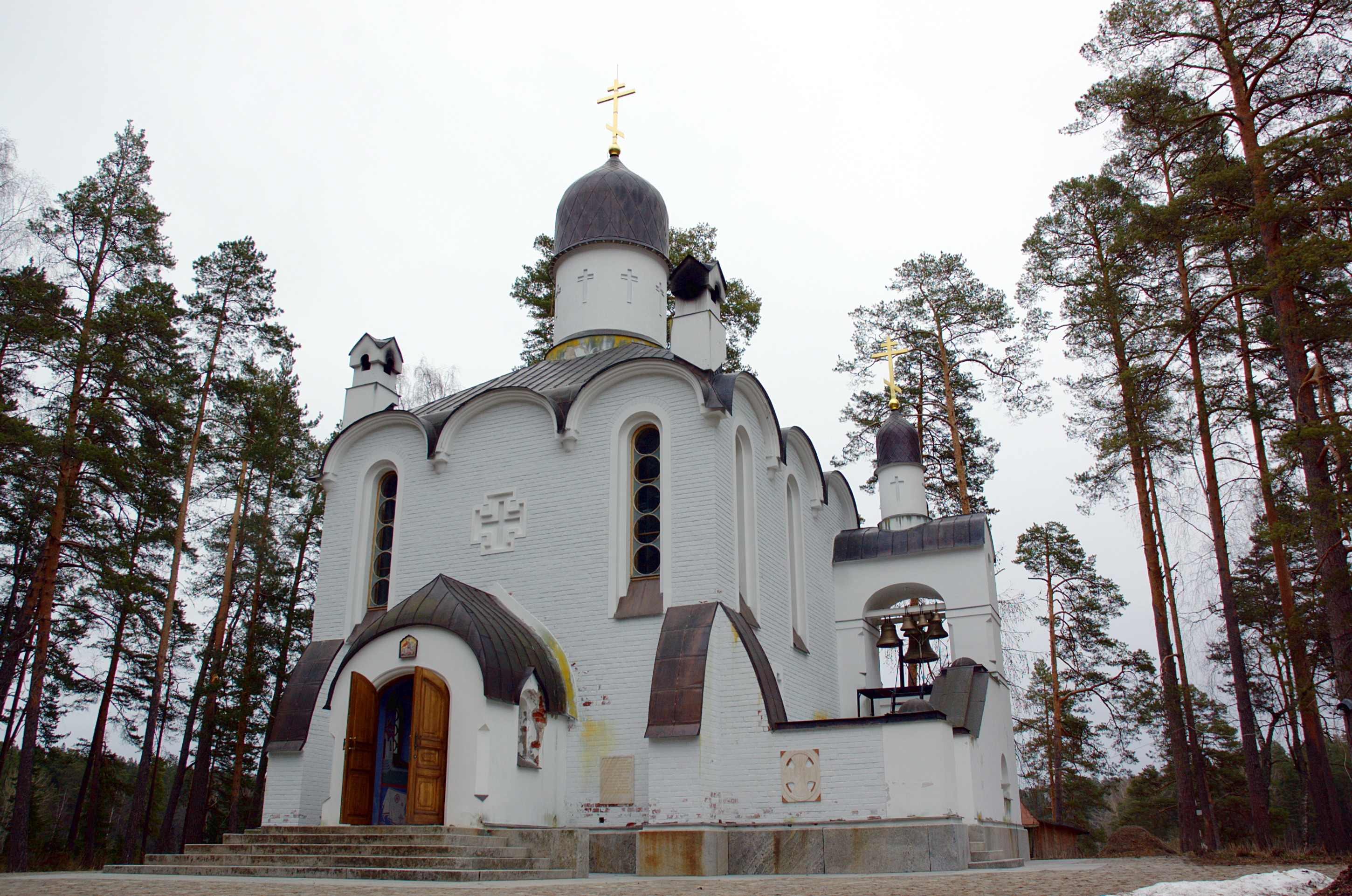
Chiesa della Theotókos di Smolensk

### Dal periodo sovietico alla rinascita
Dopo la guerra le strutture del monastero divennero sede di un ospedale specializzato nella cura degli invalidi. Nel 1979 fu istituito un museo-riserva e pochi anni dopo iniziarono i restauri. Il 13 dicembre 1989, giorno della festa di Sant'Andrea, sei monaci tornarono a Valaam. Questo evento segnò la simbolica rinascita della comunità monastica. Il complesso fu restituito alla Chiesa ortodossa russa e, grazie anche all'interessamento del nuovo patriarca di Mosca Alessio II, il monastero riprese lentamente vita. Tutti gli edifici furono sottoposti ad importanti azioni di restauro e, nel 1993, l'archimandrita Pankratij Žerdev fu nominato vicario del monastero. Nel 2007 il patriarca Alessio II consacrò la nuova chiesa dedicata all'icona della Theotókos di Smolensk.
Essendo un monastero stauropegico, Valaam è sottoposto direttamente al controllo del patriarca di Mosca. Nel 2011 contava 217 unità. Il monastero di Valaam è noto anche per la sua particolare tradizione di canto liturgico, chiamata per l'appunto "canto di Valaam". Essa combina alcune caratteristiche del canto bizantino con altre tipiche del canto russo Znamennyj.

### Cattedrale della Trasfigurazione

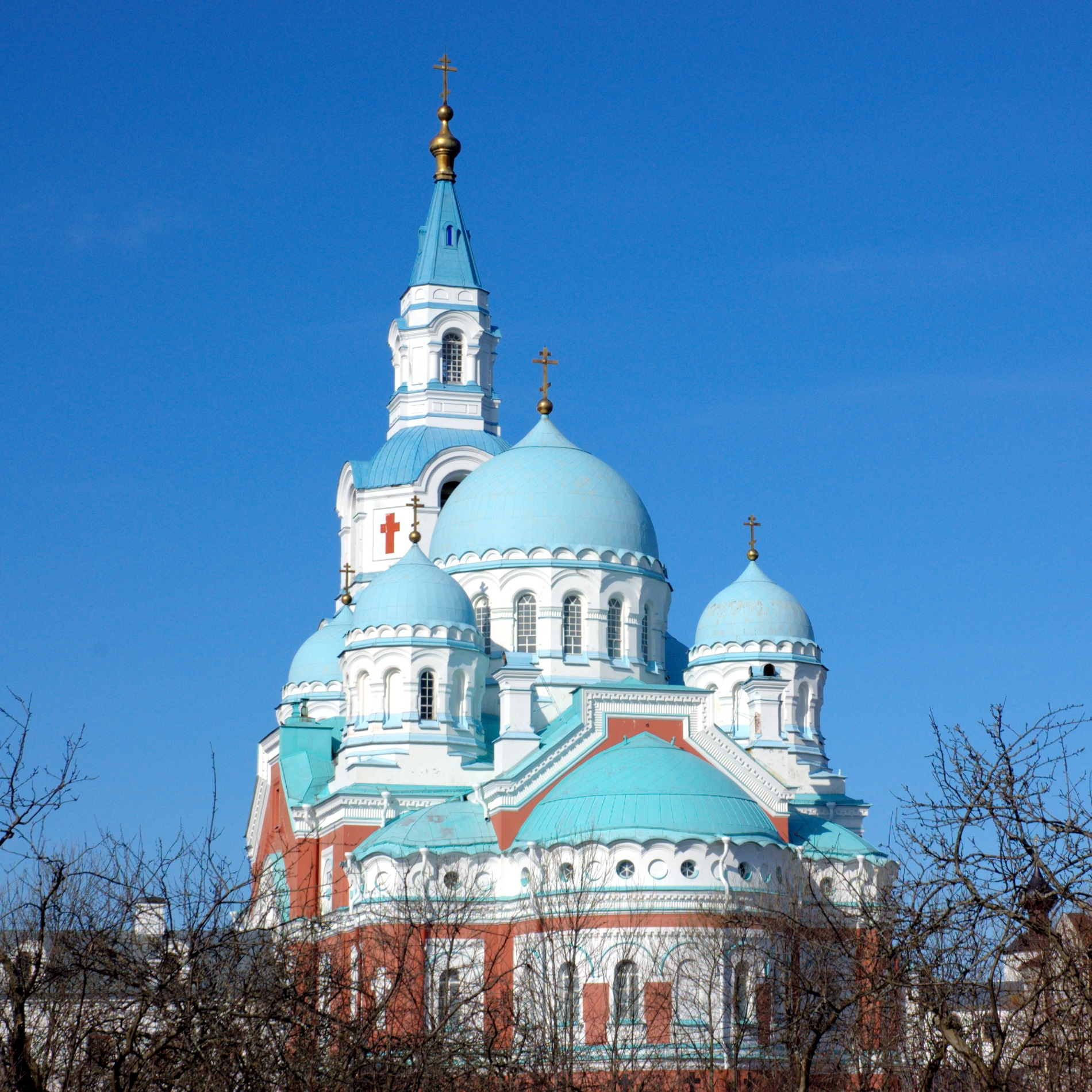
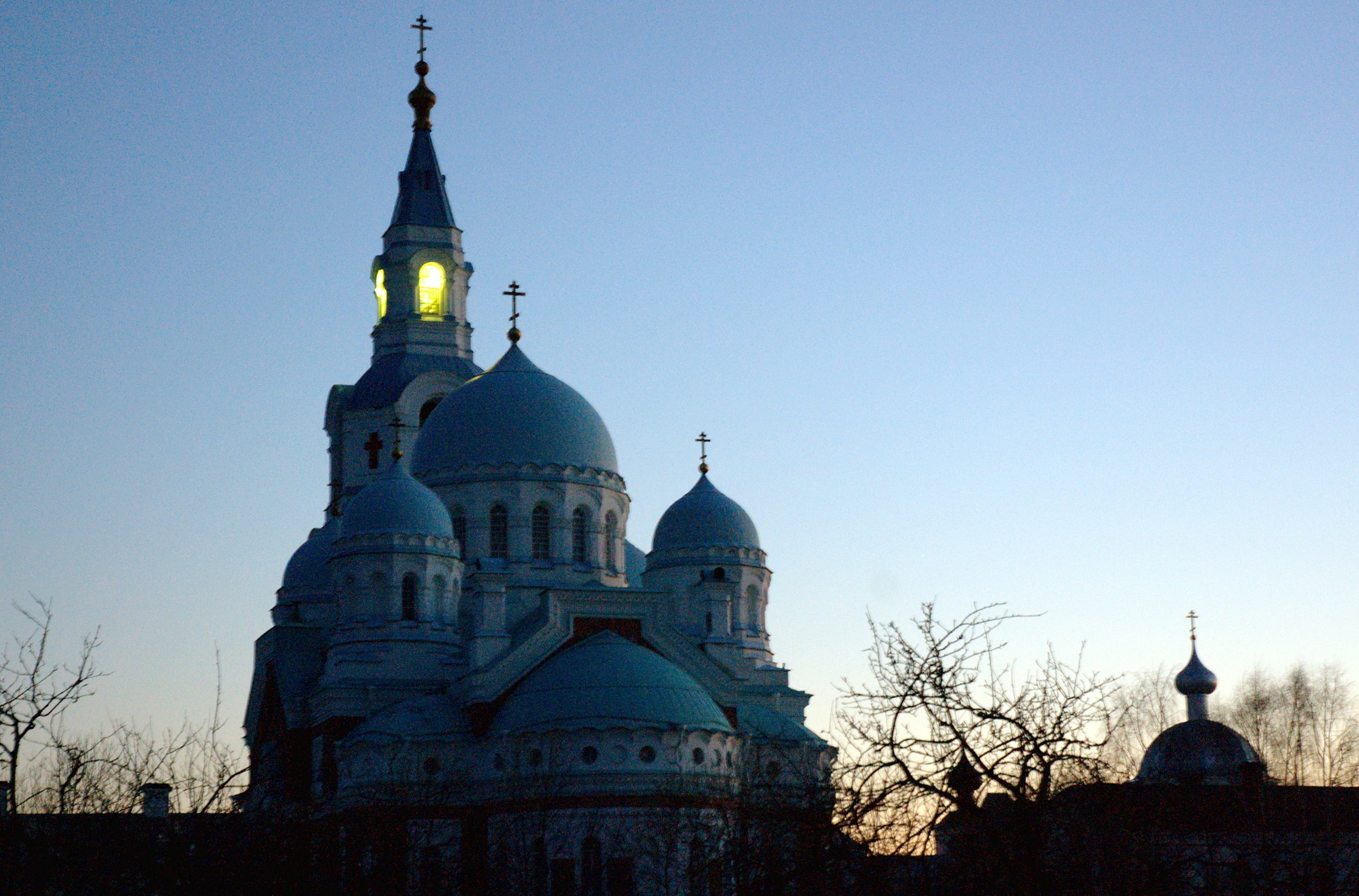
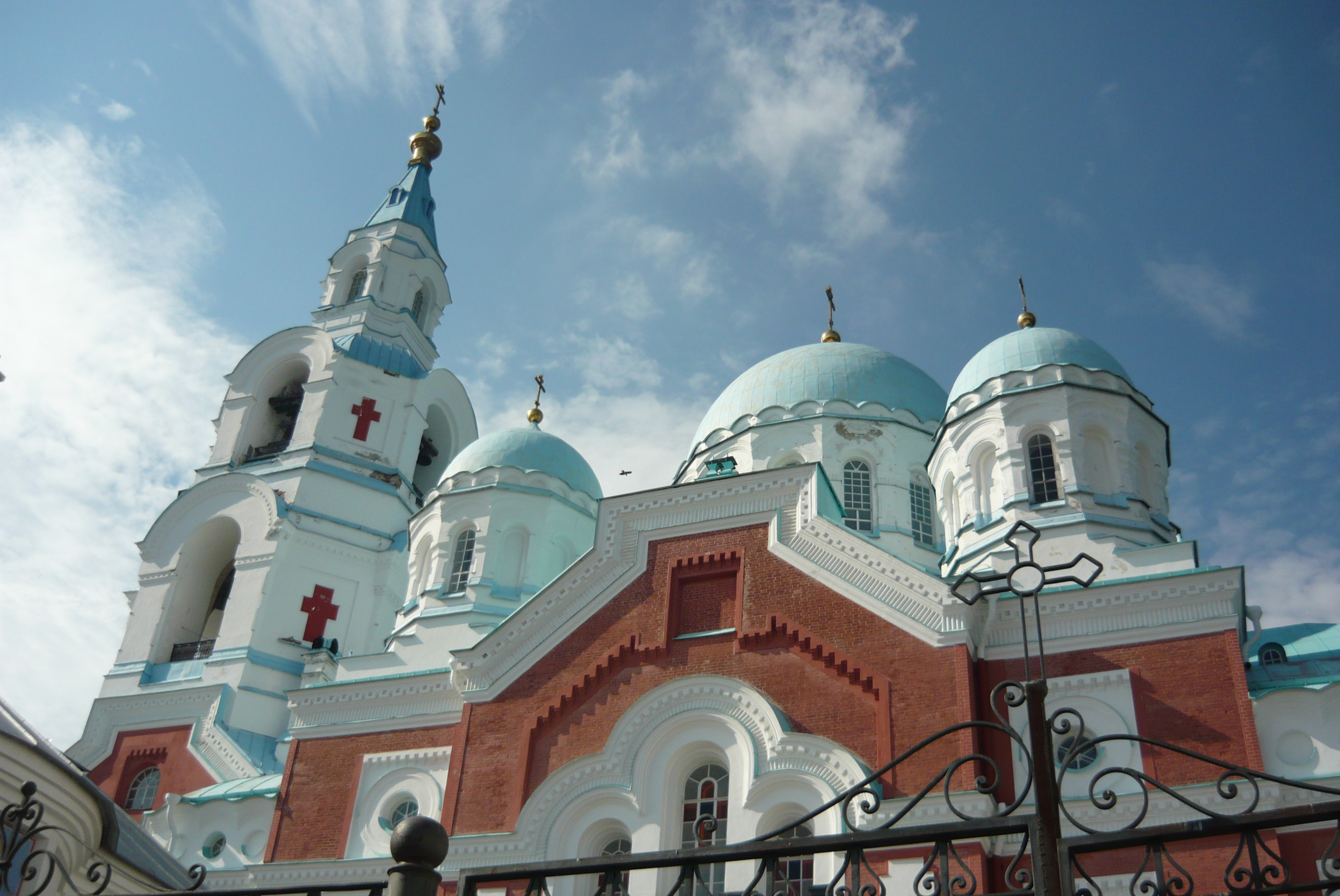
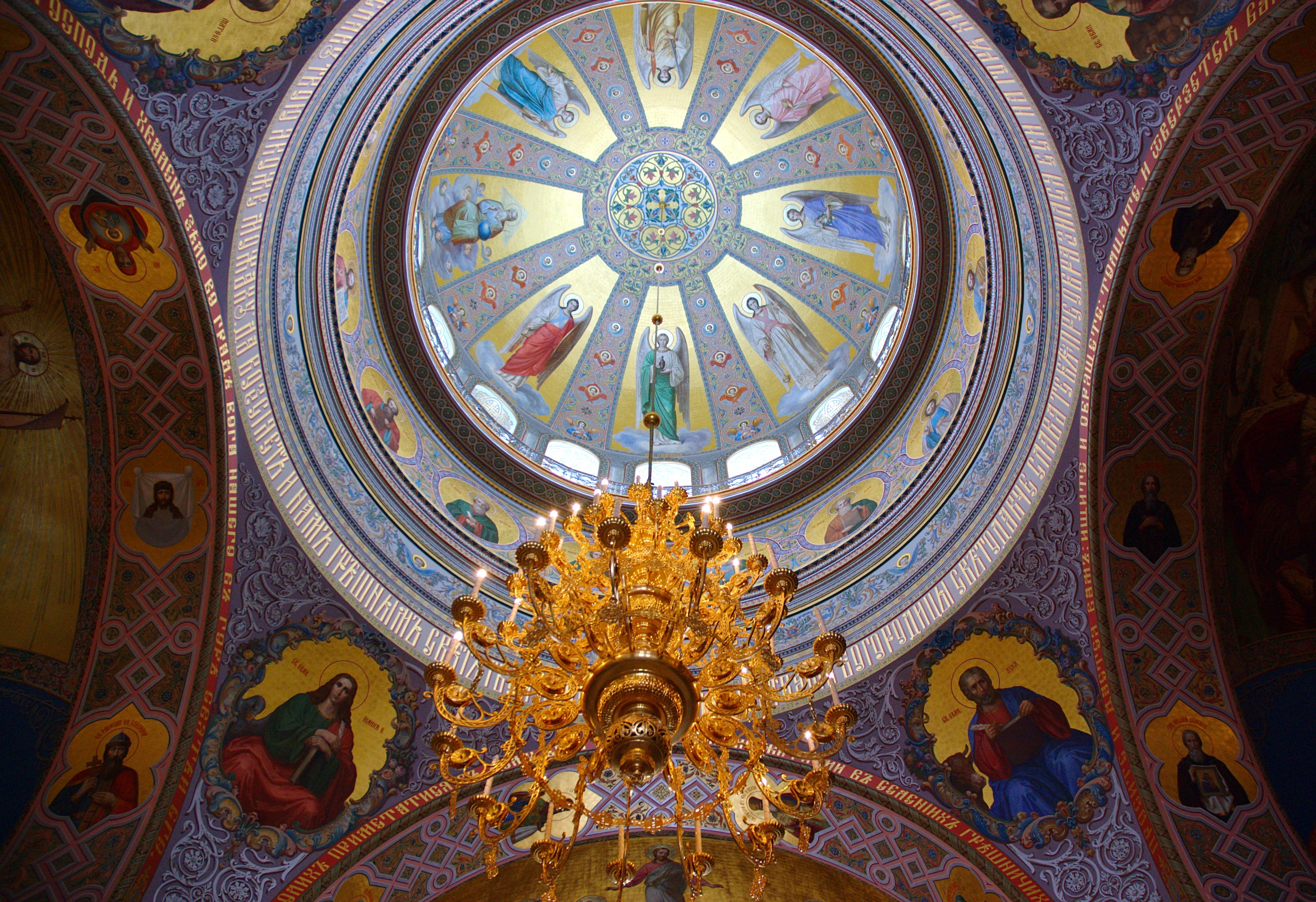
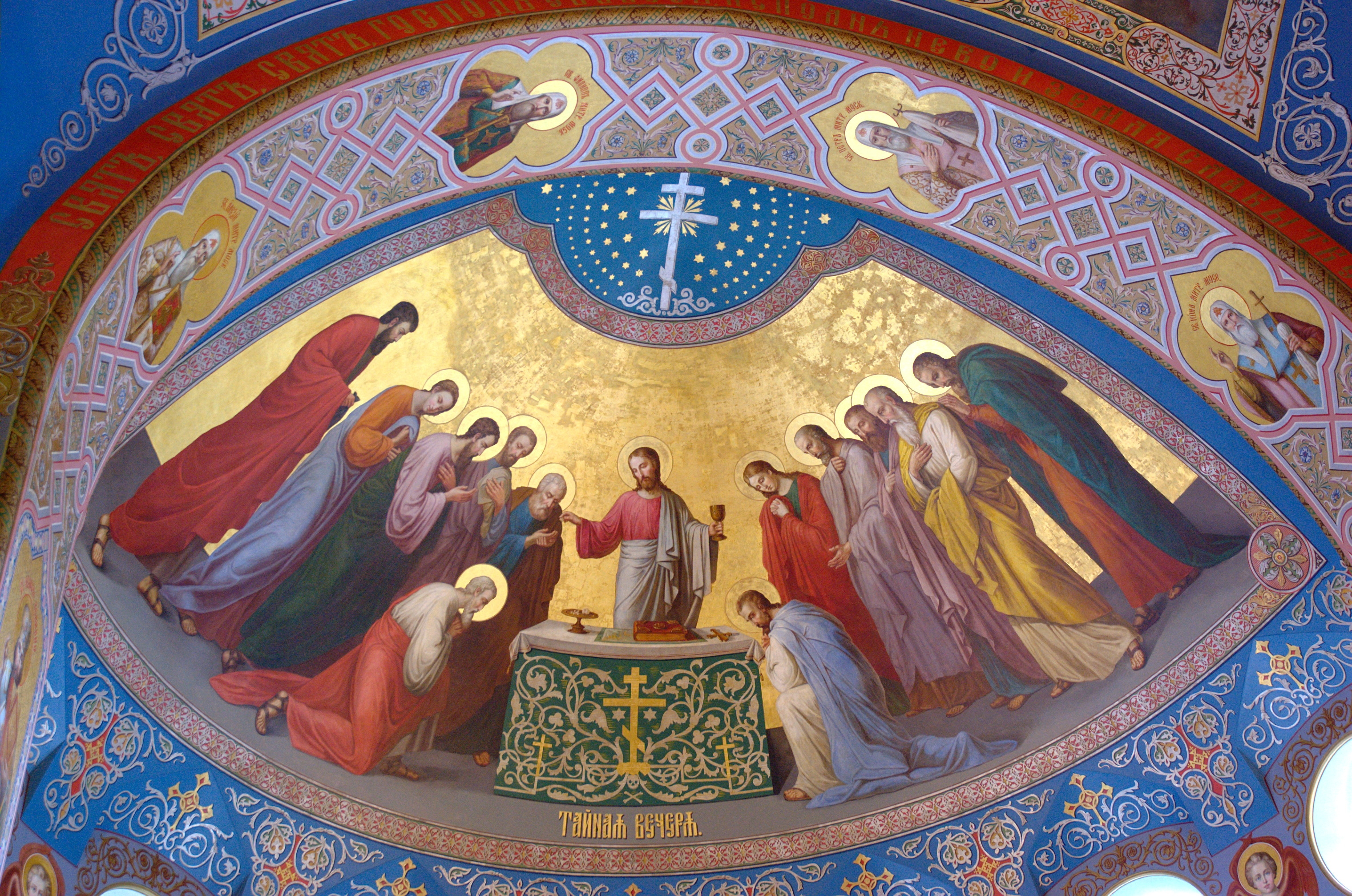

## Galleria d'immagini

### Altri edifici

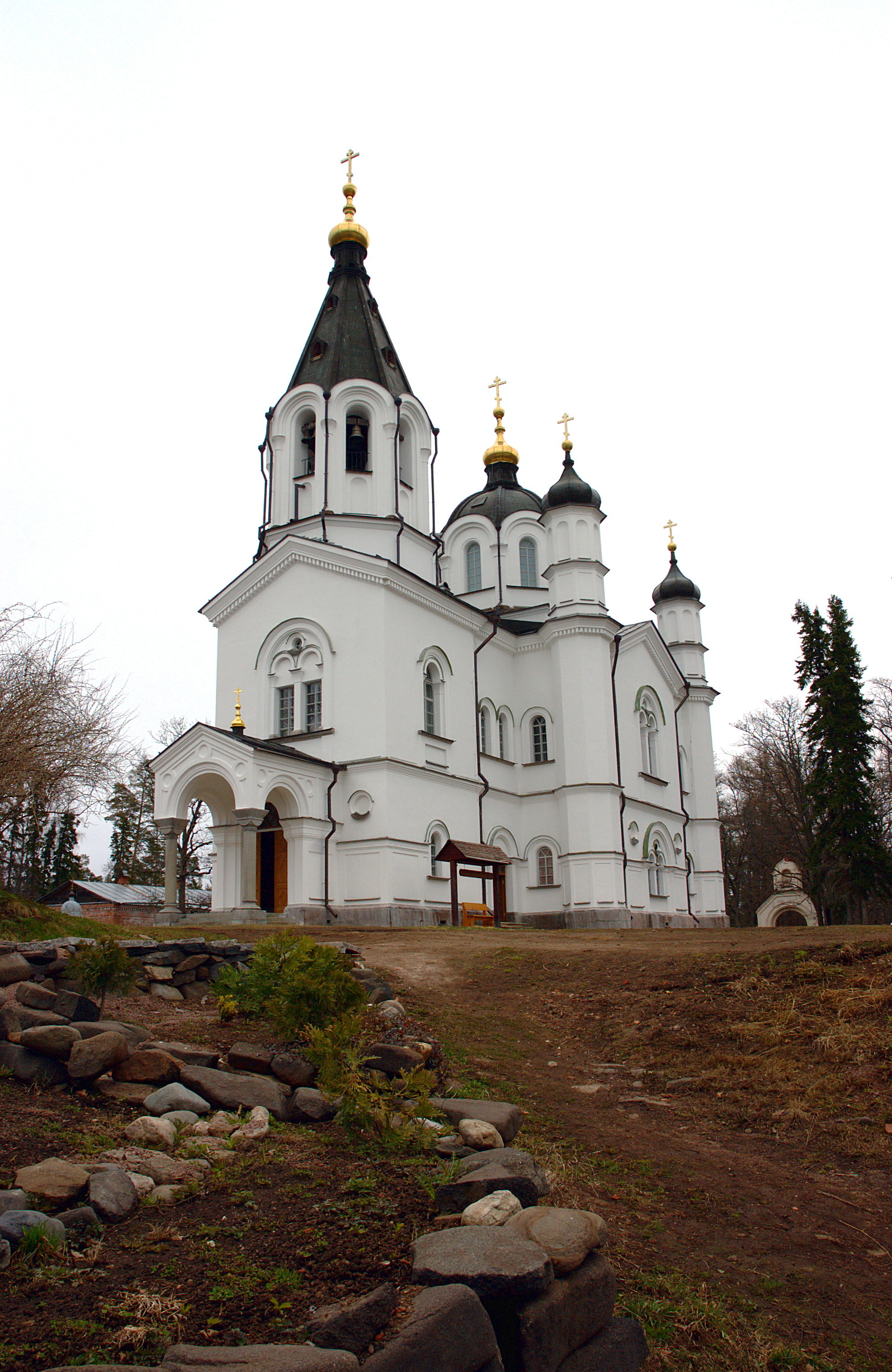
Chiesa di Ognissanti
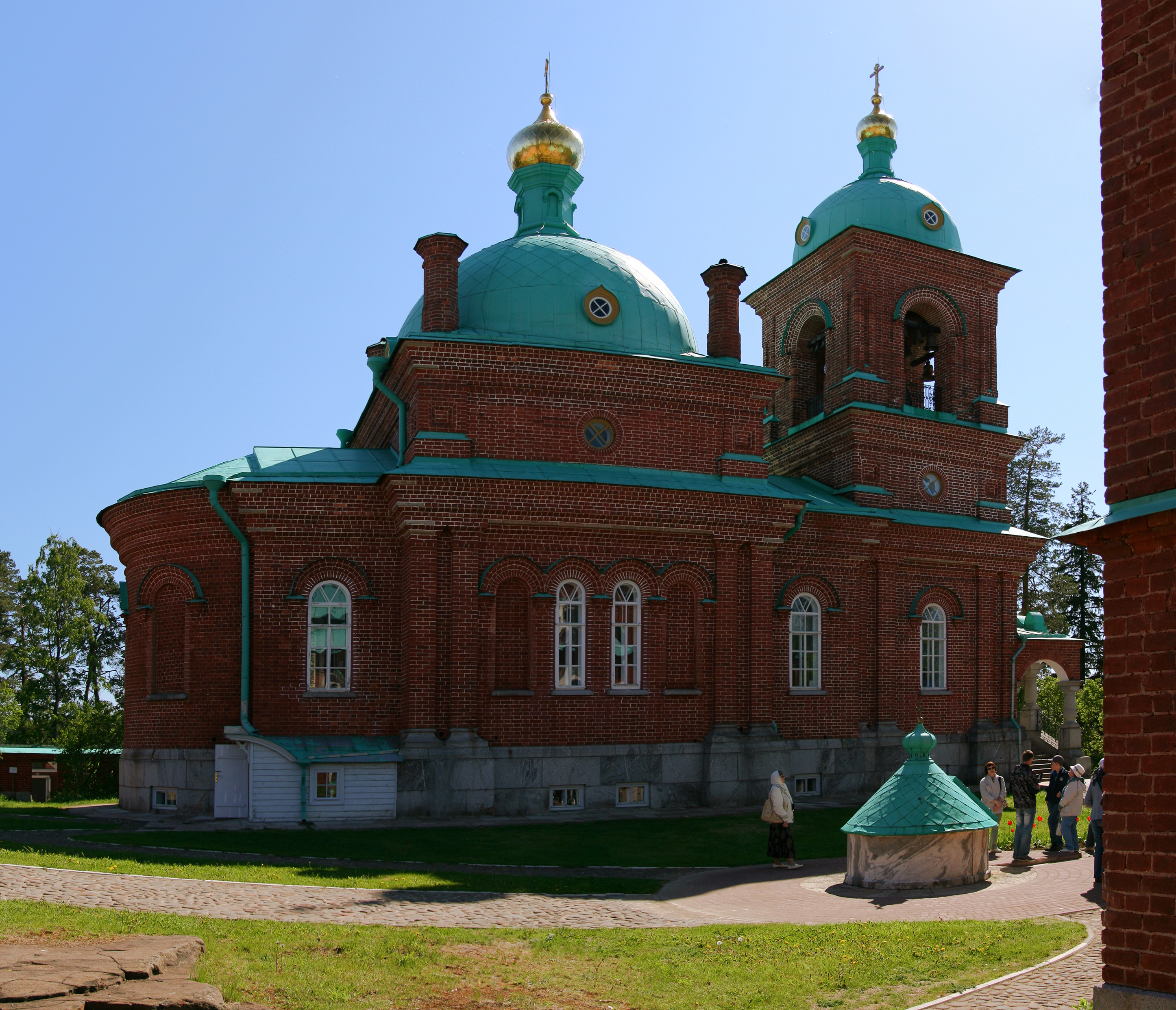
Chiesa della Resurrezione
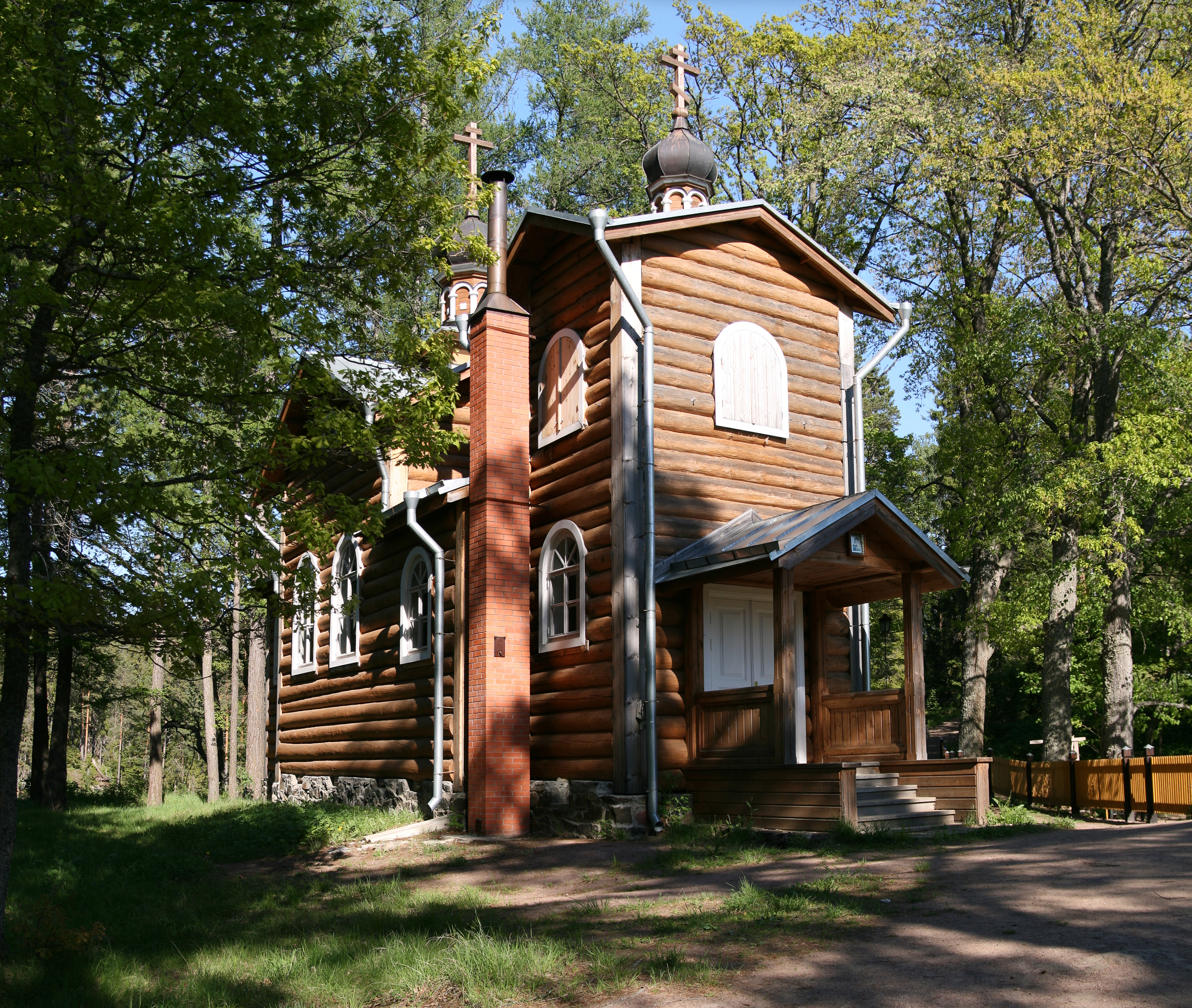
Skita di Konevec
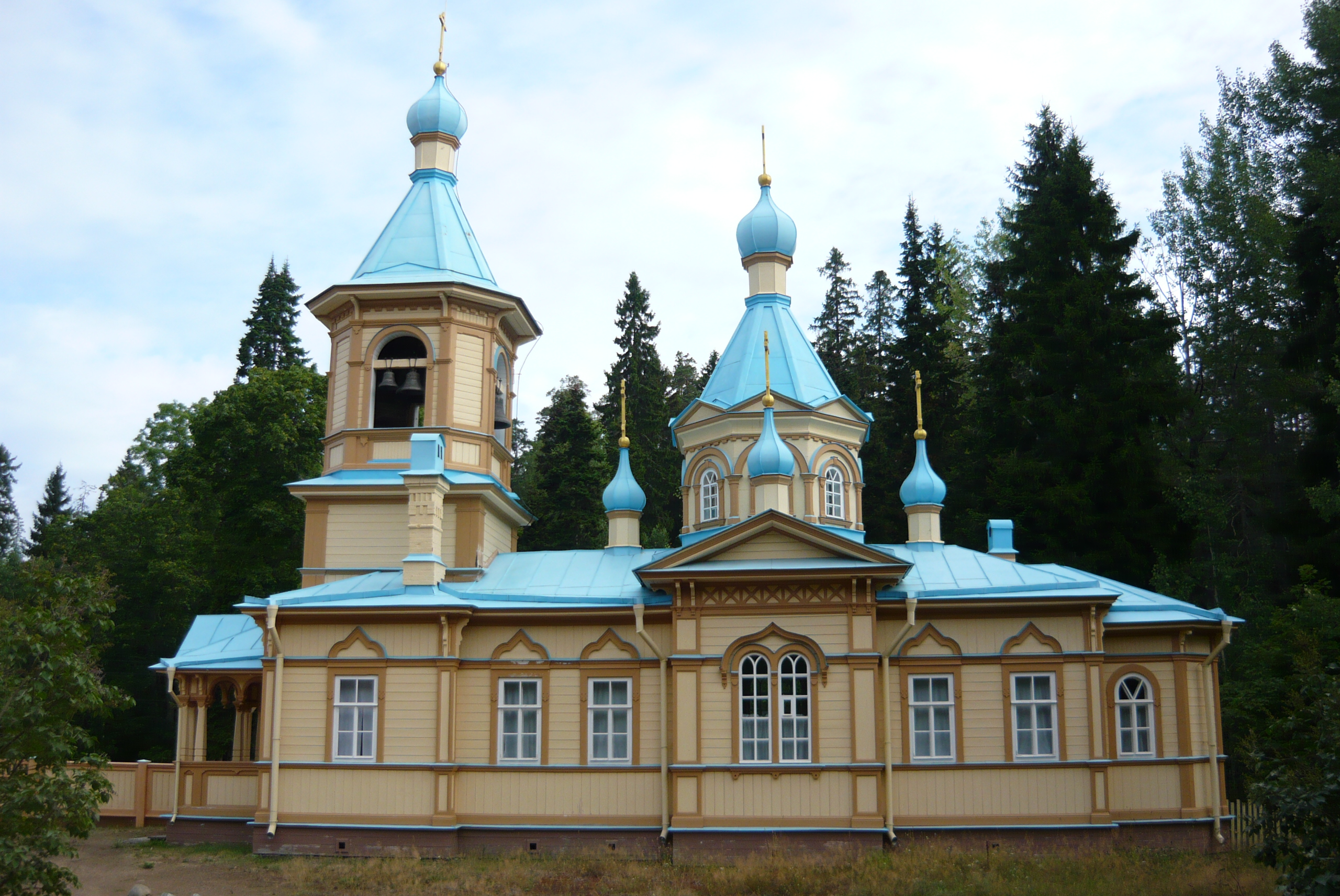
Skita del Getsemani
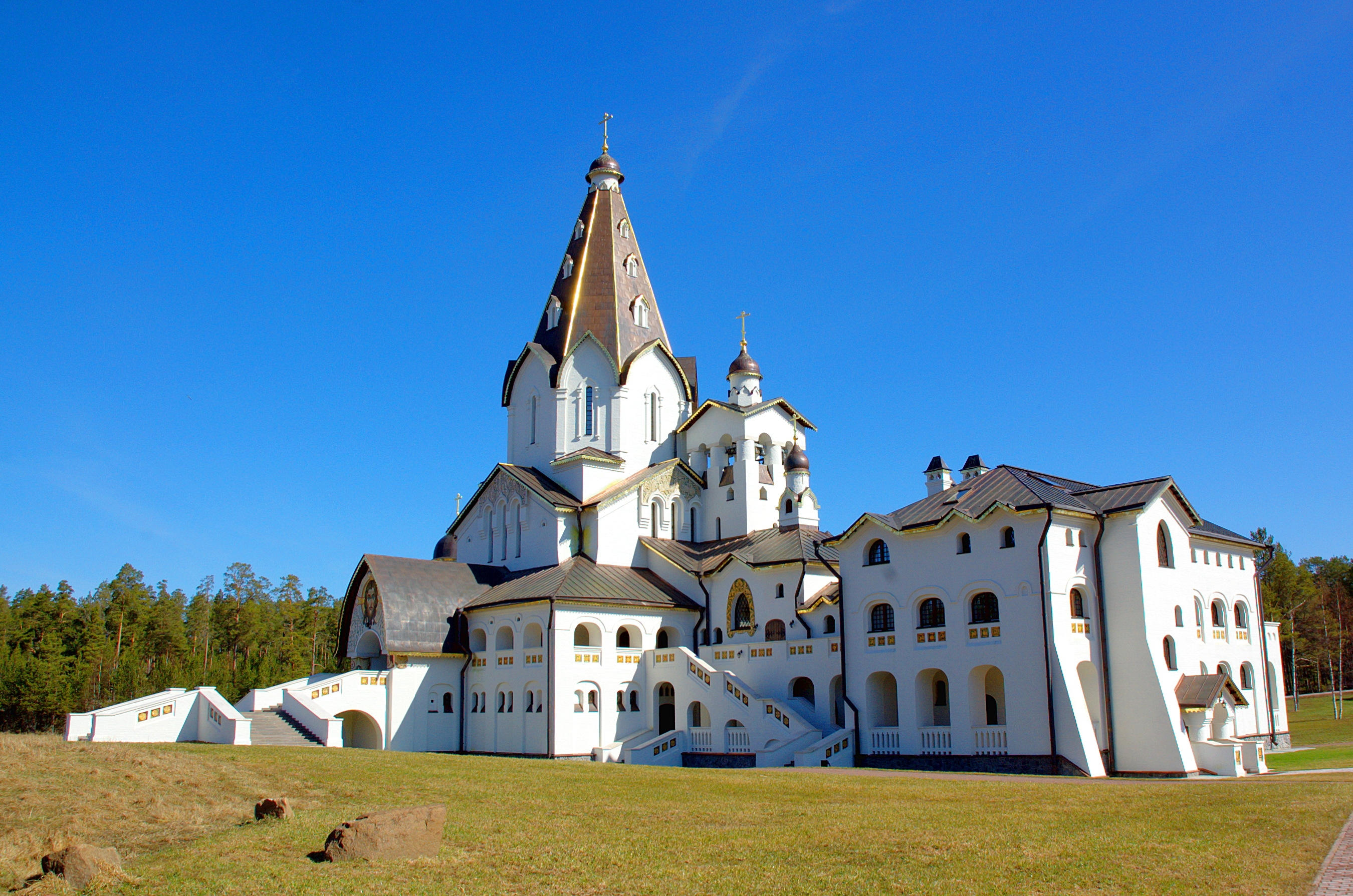
Skita di San Vladimiro

## Documentari
- (FR) Valaam, l'archipel des moines, su valaam-film.com.
- (EN) Valaam Monastery. Step to the Skies, su youtube.com.

## Note

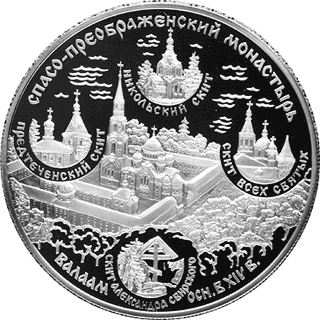
Moneta commemorativa